# Гутянское
Гутянское (укр. Гутянське) — село на Украине, основано в 1910 году, находится в Малинском районе Житомирской области.
Код КОАТУУ — 1823484003. Население по переписи 2001 года составляет 143 человека. Почтовый индекс — 11600. Телефонный код — 4133. Занимает площадь 0,77 км².

## История
В 1946 году указом ПВС УССР хутор Гута-Генриховская переименован в Гутянский.

## Адрес местного совета
11666, Житомирская область, Малинский р-н, с. Йосиповка